# Gammarus microps
Gammarus microps is een vlokreeftensoort uit de familie van de Gammaridae. De wetenschappelijke naam van de soort is voor het eerst geldig gepubliceerd in 1975 door Pinkster & Goedmakers.
G. microps werd aangetroffen in de grot Ikhfou Ouan, ongeveer 50 km ten zuidwesten van Taza in Marokko. De soort is relatief groot (mannetjes tot 24 mm, vrouwtjes tot 16 mm). De antennes van het dier zijn vrij lang (half zo lang als het lichaam). De soortsnaam microps verwijst naar de zeer kleine of zelfs geheel afwezige ogen.